# Mill Creek (Illinois)
Mill Creek – wieś w Stanach Zjednoczonych, w stanie Illinois, w hrabstwie Union.